# Cäcilia Fluck
Cäcilia Fluck (geb. Wietheger; * 1963) ist eine deutsche Christliche Archäologin und Koptologin. Sie ist Kuratorin der Skulpturensammlung und Museum für Byzantinische Kunst in Berlin.

## Leben und Leistungen
Cäcilia Fluck studierte von 1982 bis 1991 Koptologie, Christliche Archäologie und Ägyptologie an den Universitäten Münster und Leuven. Sie schloss das Studium in Münster mit der Promotion zum Dr. phil ab, Thema ihrer Dissertation war das koptische Jeremias-Kloster zu Saqqara unter besonderer Berücksichtigung der Inschriften. Danach arbeitete sie bis 1992 als Wissenschaftliche Hilfskraft am Seminar für Alte Geschichte und am Seminar für Ägyptologie und Koptologie der Universität Münster. Zwischen 1993 und 1996 war Fluck Wissenschaftliche Angestellte am Museum für Spätantike und Byzantinische Kunst der Staatlichen Museen zu Berlin, wo sie im Rahmen des DFG-Projektes „Spätantike und koptische Textilien“ einen wissenschaftlichen Bestandskatalog der Textilien der Sammlung erstellte. 1996 war sie an der Gründung der internationalen Forschungsgruppe „Textiles from the Nile Valley“ beteiligt und auch Organisatorin der Gruppe. Seit 2004 gibt sie die zweijährlich erscheinenden Tagungsakten der Forschungsgruppe heraus. 1996/97 hatte Fluck einen Lehrauftrag an der Humboldt-Universität zu Berlin inne.
Von 1997 bis 2010 war sie freiberuflich tätig, häufig mit Werkverträgen versehen, und arbeitete für Museen, Sammlungen, Verlage und Lehrinstitute. So bearbeitete sie 1999 bis 2000 die Textilien aus spätantiker bis islamischer Zeit des Gustav-Lübcke-Museums in Hamm, von 2002 bis 2004 im Rahmen des Projektes Carl Schmidts Erwerbungen für die Staatlichen Museen, Berlin und von 2005 bis 2006 des Projektes Puppen und Amulette aus römischer bis fatimidischer Zeit im Gayer-Anderson-Museum, Kairo, beide an der Universität Münster angesiedelt. Zudem wirkte sie an der Sammlung Katoen Natie in Antwerpen. Zwischen 2007 und 2012 leitete sie mit Manel García die Studiengruppe Gender and Age im Rahmen des von der EU-Kommission geförderten multinationalen Projektes Dress ID: Clothing and Identities. New perspectives on textiles in the Roman Empire. 
Seit Mai 2010 ist Fluck Wissenschaftliche Mitarbeiterin an der Skulpturensammlung und am Museum für Byzantinische Kunst im Bode-Museum. Als Kuratorin des Museums für Byzantinische und Frühchristliche Kunst ist sie stellvertretende Leiterin des Museums.
Flucks Forschungsschwerpunkte sind spätantike und frühchristliche Kunst Ägyptens („koptische Kunst“), insbesondere der ägyptischen Textilien von der römischen bis in die mamlukische Zeit. Zudem beschäftigt sie sich mit der Forschungsgeschichte der ägyptischen Bestände des Berliner Museums für Byzantinische Kunst sowie der Rezeption spätantiker Kunst und Alltagskultur ab dem 19. Jahrhundert.

## Publikationen
- mit Martin von Falck und Eva Haustein-Bartsch: Die koptische Sammlung im Ikonen-Museum Recklinghausen. Deutscher Kunstverlag, München/Berlin 1996.
- Textilien aus Ägypten. Teil 1. Textilien aus dem Vorbesitz von Theodor Graf, Carl Schmidt und dem Ägyptischen Museum Berlin (= Bestandskataloge der Staatlichen Museen zu Berlin. Skulpturensammlung und Museum für Byzantinische Kunst. Spätantike, frühes Christentum, Byzanz. A: Grundlagen und Monumente. Band 1). Reichert, Wiesbaden 2000, ISBN 3-89500-132-5.
- mit Katja Lembke und Günther Vittmann: Ägyptens späte Blüte. Die Römer am Nil (= Zaberns Bildbände zur Archäologie/ Sonderhefte der Antiken Welt). on Zabern, Mainz 2004, ISBN 3-8053-3276-9.
- mit Martin von Falck: Die Ägyptische Sammlung des Gustav-Lübcke-Museums Hamm (= Auswahlkataloge des Gustav-Lübcke-Museums, Hamm. Band 1). Kettler, Bönen 2004, ISBN 3-937390-33-2.
- Ein buntes Kleid für Josef. Biblische Geschichten auf ägyptischen Wirkereien aus dem Museum für Byzantinische Kunst, Berlin. Skulpturensammlung und Museum für Byzantinische Kunst, Berlin 2008, ISBN 978-3-88609-624-4.
- mit Klaus Finneiser: Kindheit am Nil. Spielzeug – Kleidung – Kinderbilder aus Ägypten in den Staatlichen Museen zu Berlin. Skulpturensammlung und Museum für Byzantinische Kunst, Berlin 2009, ISBN 978-3-88609-668-8.
- mit Gabriele Mietke, Elisabeth Ehler, Gisela Helmecke: Josef Strzygowski und die Berliner Museen. Reichert, Wiesbaden 2012, ISBN 978-3-89500-927-3.
- mit Elisabeth Ehler und Gabriele Mietke: Wissenschaft und Turbulenz. Wolfgang Fritz Volbach, ein Wissenschaftler zwischen den beiden Weltkriegen. Reichert, Wiesbaden 2017, ISBN 978-3-95490-273-6.
- mit Bernadette Bröskamp, Julien Chapuis und anderen: Ahnen, Göttinnen und Helden. Skulpturen aus Asien, Afrika und Europa. Deutscher Kunstverlag / Humboldt Forum, Berlin / München 2023, ISBN 978-3-422-99084-5.
  - englische Ausgabe: Ancestors, goddesses and heroes. Sculptures from Asia, Africa and Europe. ISBN 978-3-422-99090-6.

Herausgeberschaften
- Divitiae Aegypti. Koptologische und verwandte Studien zu Ehren von Martin Krause. Reichert, Wiesbaden 1995, ISBN 3-88226-835-2.
- Ein Gott – Abrahams Erben am Nil. Juden, Christen und Muslime in Ägypten von der Antike bis zum Mittelalter. M. Imhof, Petersberg 2015, ISBN 978-3-7319-0149-5.
- mit Rafed el-Sayed, Konstantin C. Lakomy, Elisabeth Ehler, Anne Herzberg-Beiersdorf und Olivia Zorn: Achmīm – Ägyptens vergessene Stadt. Begleitband zur Sonderausstellung der Staatlichen Museen zu Berlin in der James-Simon-Galerie. M. Imhof, Petersberg 2015, ISBN 978-3-7319-1067-1.
  - englische Ausgabe: Akhmīm – Egypt’s forgotten city. Publication accompanying the special exhibition of the Staatliche Museen zu Berlin in the James-Simon-Galerie. ISBN 978-3-7319-1187-6.
- mit Rafed el-Sayed: The textile centre Akhmîm-Panopolis (Egypt) in late antiquity. Material evidence for continuity and change in society, religion, industry and trade. Proceedings of the international conference organised by Georg-August-Universität Göttingen in cooperation with Skulpturensammlung und Museum für Byzantinische Kunst der Staatlichen Museen zu Berlin – Preußischer Kulturbesitz, Göttingen, 28–30 September 2017 (= Studia Panopolitana. Band 4). Reichert, Wiesbaden 2020, ISBN 978-3-95490-401-3.
- mit Kathrin Mälck: Think big! Gail Rothschild porträtiert spätantike Textilfunde aus Ägypten. Schnell & Steiner, Regensburg 2022, ISBN 978-3-7954-3739-8.
- mit Sylvia Mitschke und Annette Paetz gen. Schieck: Stoffliches. Von Fasern, Fäden und Geweben. Nünnerich-Asmus, Oppenheim 2023, ISBN 978-3-96176-258-3 [Festschrift für Annemarie Stauffer].

Übersetzungen
- Gawdat Gabra und Anthony Alcock: Kairo. Das Koptische Museum und die frühen Kirchen. Longman, Kairo 1996, ISBN 9789771600817.